# 科頓森特 (亞利桑那州)
科頓森特（英語：Cotton Center）是位於美國亞利桑那州馬里科帕縣的一個非建制地區。該地的面積和人口皆未知。

## 地理
科頓森特的座標為33°05′14″N 112°40′01″W / 33.08722°N 112.66694°W，而該地的平均海拔高度為218米（即715英尺）。